# 贛粵運河
贛粵運河是一條規劃中的運河，計劃溝通長江與珠江。北起九江市的鄱陽湖口，以贛江為河道，經過南昌、吉安、万安、贛州進桃江，翻過分水嶺進入廣東，沿湞水經過南雄、韶關，最終抵達廣州的珠江出海口。
贛粵運河全長1237公里，江西境內759公里，是總長的61%左右。

## 歷程

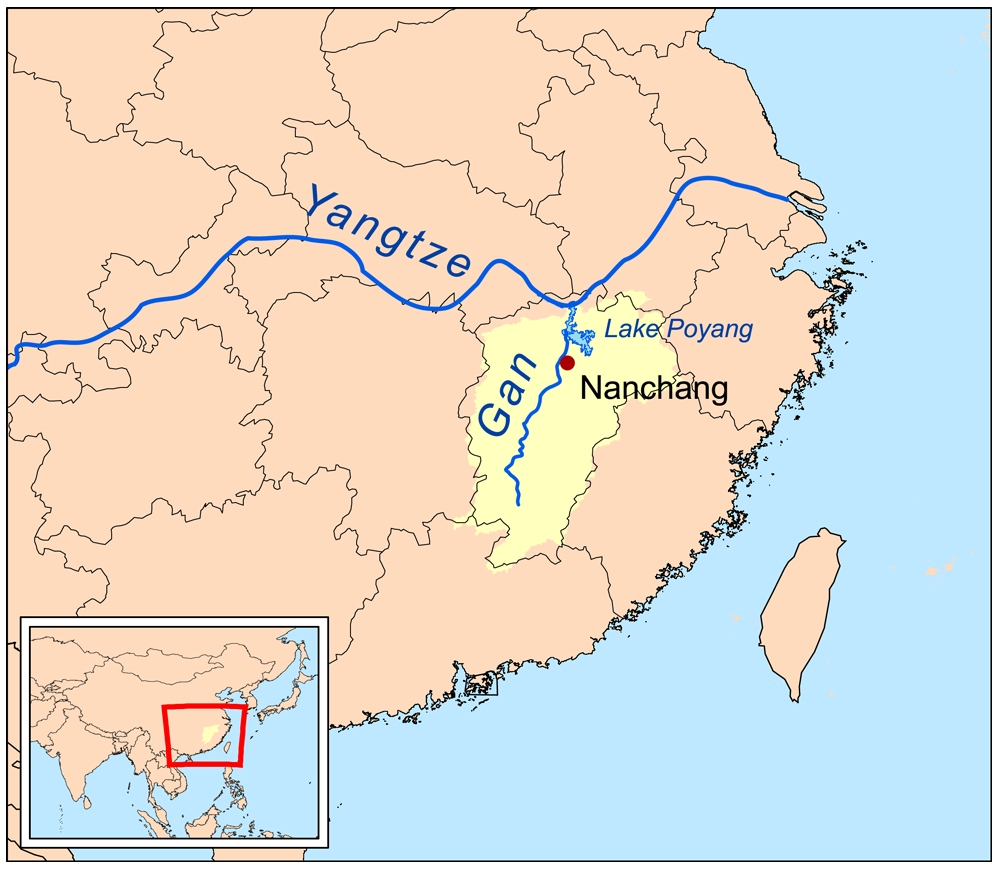
贛江-鄱陽湖-長江方位圖

716年，唐代賢相「嶺南第一人」張九齡上奏唐玄宗提出開鑿大庾嶺，被接納。開鑿的梅關古道是1000多年來長江水系與珠江水系的陸上通道。
明代大學士、吉水才子解縉是第一個提出開鑿贛粵運河的人，他設想將贛江水與廣東北江水用做農田灌溉。他與同僚親赴大庾嶺南北調查勘測，編寫開鑿贛粵運河的具體規劃，擬寫奏摺后，建議明廷鑿贛江通南北，引水灌田，解除當時的旱情。
1960年，國家交通部會同長江流域規劃辦公室、廣東省航運廳、江西省交通廳，對贛粵運河進行經濟調查與路線勘查，次年提出運河的初步規劃報告。
1980年代初，江西交通部門對贛粵運河的開發做出遠景規劃，研繪了運河的規劃圖。當時，交通部將贛粵運河規劃列入可行性研究計劃，計畫到1983年完成贛粵運河與湘桂運河的選線比較工作，其後選中湘桂運河。
2002年，全國政協委員、交通部海事局副局長劉德洪在中國「兩會」上提出關於「開通贛粵運河、奠定富民之基」的提案。
2005年4月，贛州發布《贛州市人民政府關於加快水運事業發展的實施意見》稱：2010年之前，贛州水運的主通道贛江（贛州港—贛縣小良口段）由之前的五級航道提升為三級航道。2010年之後，按照贛粵運河的規劃方案，到萬安電站達到設計運行水位預定期限內，爭取對茅江樞紐的建設立項投資，促進貢江航道等級的提高，同建設中的居龍灘電站水位相銜接，推動贛粵運河的進程。
2008年下半年，贛江石虎塘航電樞紐工程開工，它有三級通航的能力，千噸級船舶從南昌可以直達泰和。
2009年8月25日，國家交通運輸部珠江航務局稱國務院進行了對中國七大江河流域規劃的修編，珠江流域的航運規劃修編已經上報國務院，初稿裡包含贛粵運河的修建計畫。
2009年9月中旬，峽江水利樞紐工程開工。它與泰和水利樞紐工程、萬安水電站能保證千噸級船由南昌直抵贛州。

## 意见

### 正面
贛粵運河的建成會使得長三角與珠三角之間的運輸航程減少1200多公里，往來的船不需繞行上海、浙江、福建，就直接可以溝通兩地貨運。它直接連通长江、珠江两大水系，形成江南的南北走向的交通大動脈。泛珠三角區域的經貿往來也保證了贛粵之間的充足貨物流量，它不單連接江西與廣東，還通達鄂、湘、川、渝與長江下游的江、浙、滬各省市，更可以連結京杭大運河，貫通淮河、黃河、海河，直達華北。因此社科院經濟研究所所長麻智輝稱，單單經濟層面，修通贛粵運河對江西與廣東都是利大於弊，有利之處非常多。
交通方面，水運的成本要遠低於其他運輸方式，水運是空運成本的1/20，公路運輸成本的1/5，鐵路運輸成本的1/2。水運更被視為最環保、最節能、佔地最少、運價最低的運輸方式。另外，贛粵運河具備一定的旅遊價值，對沿途流域的縣市的經濟有巨大促進作用。

### 負面

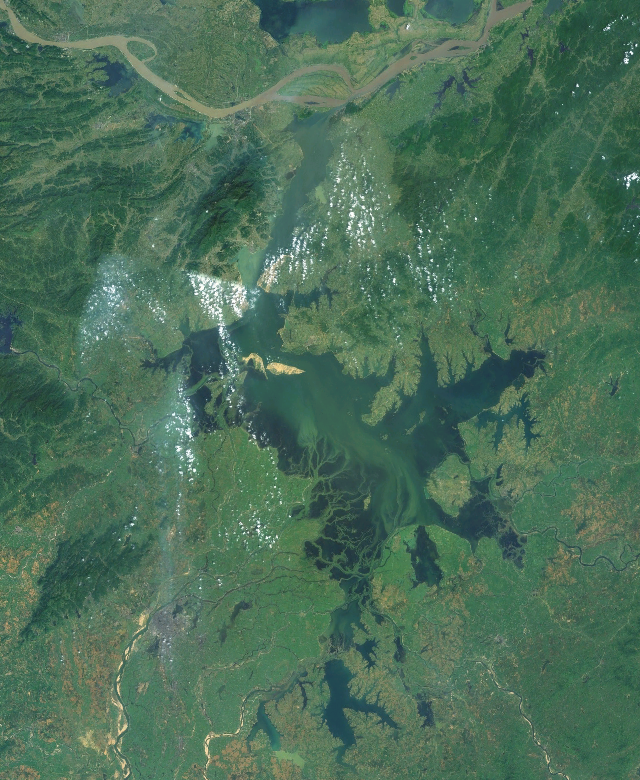
鄱陽湖的衛星圖

大江網「開建贛粵大運河的利與弊」民意調查中， 48.71%的網民覺得「開建大運河對江西是弊大於利」，29.03%的網民覺得「開建大運河對江西利大於弊」，19.68%的網民覺得「開建大運河的前提條件是開建贛粵高速鐵路」。
因為贛粵運河開通後可能會造成江西境內中小河流的水位下降，江西的官場以及學術界對此都有非常多的反對意見。他們擔心到時鄱陽湖生態經濟區的水源會出現外流的狀態。鄱陽湖水系覆蓋全贛96%的地區，除了東江源頭，別的水系的源頭，包括贛江、撫河、修水、饒河、信江，都指向鄱陽湖。要是開通運河，可能會造成封閉水體體系的鄱陽湖源頭水流減少，也勢必會減少鄱陽湖的水量。
有人覺得贛粵運河完工後鄱陽湖的水質會遭到污染，而江西的生態優勢是無價之寶。鄱陽湖是全封閉的水系，因此長江污染嚴重的狀況沒有蔓延到鄱陽湖水系，因為它的源頭都位於江西境內，本省人相對重視。廣東省對此的保護力度則受到質疑。
有人覺得贛粵運河對珠江航運並無多大意義，倒是廣東極力主張修建，是想「北水南調」，使得江西成為廣東飲用水的免費提供者，「贛粵北水南調工程」得來的水送到廣東各地的水廠。現今的生態補償機制不夠健全，好比供給廣東、香港生活用水的東江源，江西為了保護水質關停了上游的許多工廠，香港補償了廣東，但前幾十年廣東一分都沒有補償江西。等江西方面提出抗議之後，才從香港的補償金裡頭劃撥部分到江西。
另外，江西的經濟部署規劃主要偏重贛北，開鑿贛粵運河需要大量的資金物力與時間，故當下赣粤运河不會作為重点考虑對象。

## 各方態度

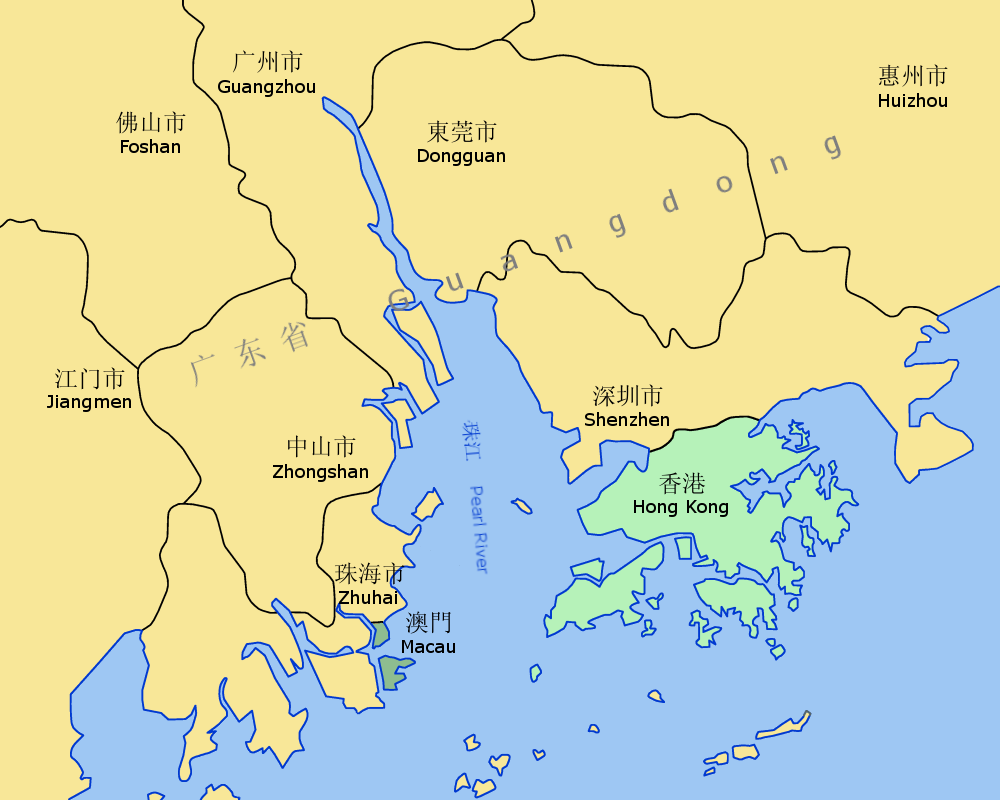
珠江的出海口

### 江西
贛州、吉安的部分人士主張修建贛粵運河，贛州的全國人大代表、民營企業家胡淑華提出過關於「修建贛粵運河，形成我國東西部水路交通網絡」的提案。在人大十屆三次會議上，吉安代表團的符紅桃等11名代表聯名提出「關於開鑿贛粵運河，另闢出海通道，提升江西區位優勢」的議案。

### 廣東
廣東方面非常積極建議興修贛粵運河。按發改委的人士的說法，廣東的航道部門多次接觸江西的航道部門，以及實地勘察過江西境內的規劃河段。部分地方政府也相當積極，韶關市政府專門召開研討會討論開通贛粵運河的事宜，同時邀請贛州市航務管理分局負責人參會。2009年的廣東「兩會」時，廣東省政協委員李晉鋒提交議案，提議有關部門加快北江上游至江西九江人工運河的可行性論證。廣東交通廳稱遠景規劃的贛粵運河是關係到長江水系與珠江水系進一步開發的重大工程，不僅規模浩大，而且跨省區涉及水資源、河流生態等眾多敏感問題，會建議由珠江流域管理機構提請中國交通運輸部會同水利部考慮開展相關的研究工作。

## 外部鏈接
- 新華網
- 大江論壇[]
- 【专题】赣粤运河 修，还是不修？--大江专题 （页面存档备份，存于）
- 自由亞洲電臺:網民學者質疑贛粵運河 （页面存档备份，存于）